# Paradiopatra quadricuspis
Paradiopatra quadricuspis är en ringmaskart som först beskrevs av M. Sars in G.O. Sars 1872.  Paradiopatra quadricuspis ingår i släktet Paradiopatra och familjen Onuphidae. Arten är reproducerande i Sverige. Inga underarter finns listade i Catalogue of Life.